# Kostel svatého Jana a Pavla (Citonice)
Kostel svatého Jana a Pavla je římskokatolický chrám v obci Citonice v okrese Znojmo. Je chráněn jako kulturní památka České republiky.Je farním kostelem citonické farnosti.

## Historie
Jde o pozdně barokní kostel z let 1768-69. V roce 1824 byla přistavěna věž, v roce 1870 pak sakristie.

## Popis
Jedná se o jednolodní chrám skládající se z odsazeného kněžiště, k němuž přiléhá sakristie s oratoří. Fasády jsou prolomeny okny se segmentovým záklenkem. Kněžiště je zaklenuto valeně s hladce nasazenou konchou, sakristie a oratoř jsou plochostropé.
Nad rokokovým oltářem je zavěšen obraz patronů kostela, jeho rám nese dvojice andělů. Nachází se zde také klasicistní kazatelna a kamenná křtitelnice kalichového tvaru, na víku se sousoším Kristova křtu.